# IC 128
IC 128 ist eine leuchtschwache Balken-Spiralgalaxie vom Hubble-Typ SBc im Sternbild Walfisch südlich der Ekliptik. Sie ist rund 236 Millionen Lichtjahre von der Milchstraße entfernt und hat einen Durchmesser von etwa 65.000 Lichtjahren. Die Galaxie interagiert wahrscheinlich mit IC 129, was sowohl ihre auseinandergezogenen Spiralarme, als auch den Gezeitenschwanz erklärt.
Im selben Himmelsareal befinden sich u. a. die Galaxien NGC 593, NGC 599, IC 129, IC 1714.
Das Objekt wurde am 3. Januar 1891 vom französischen Astronomen Stéphane Javelle entdeckt.